# Conus rosemaryae
Conus rosemaryae é uma espécie de gastrópode do gênero Conus, pertencente à família Conidae.